# Rive gauche (Charleroi)
Pour les articles homonymes, voir Rive gauche.
Rive gauche est un centre commercial situé sur la place Verte à Charleroi, dans le quartier de la Ville Basse, ouvert en mars 2017.

## Historique
En mars 1990 est inauguré le centre commercial Ville 2 et le complexe cinématographique Carollywood. Construit à l'emplacement précédemment occupé par le terril du Mambourg, c'est à l'époque le premier centre commercial wallon.

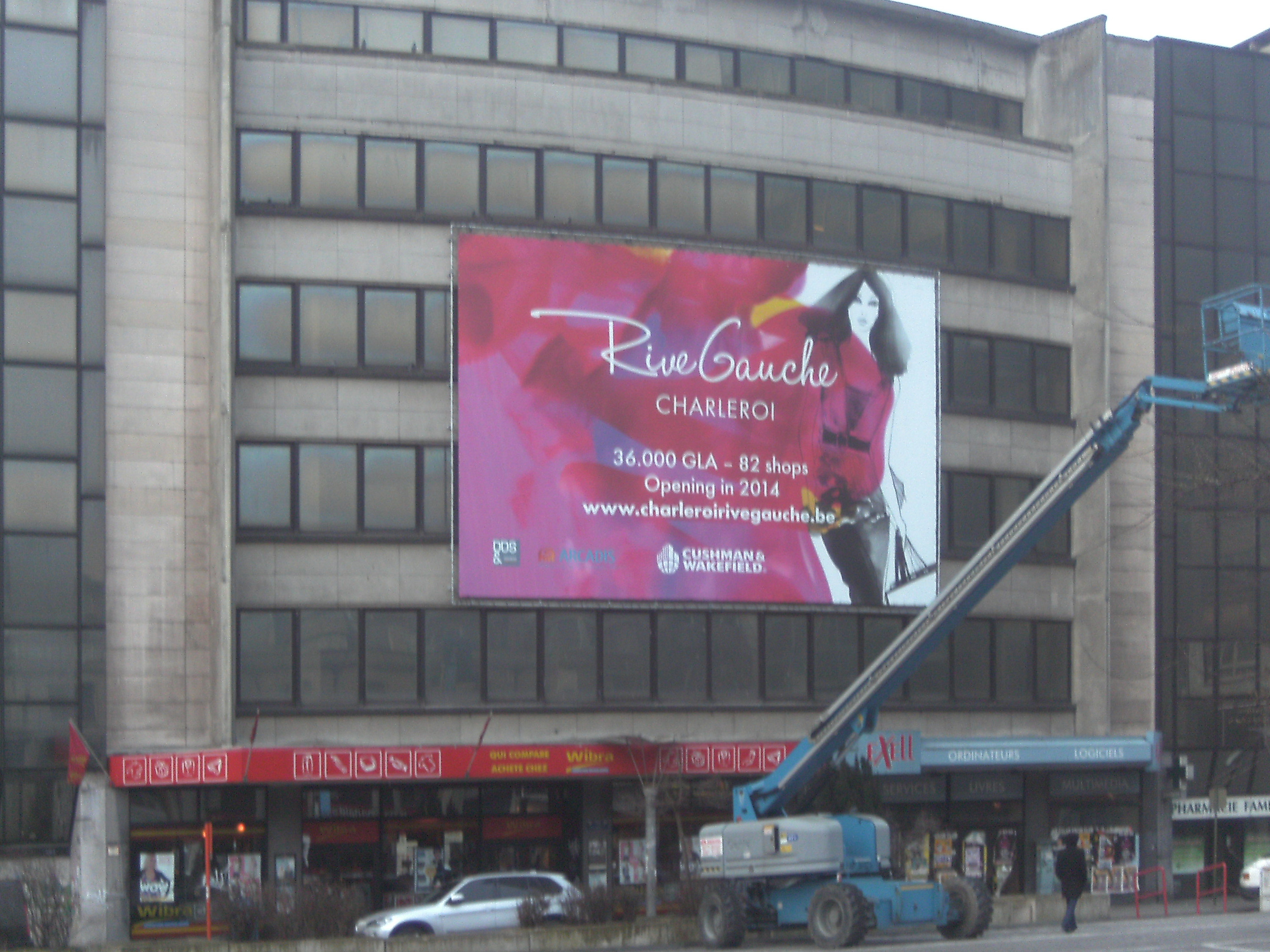
Affiche apposée le 7 mars 2012 à la place de la Ville basse.

En 2004, la société Foruminvest dévoile un projet de centre commercial situé a l'emplacement du palais des Expositions de Charleroi. D'autres projet de centres commerciaux sont également présentés. « Les Remparts », situé entre la rue de Dampremy, la rue de la Montagne et le boulevard de l'Yser. « Equilis », branche immobilière du groupe Mestdagh présente un projet à l'emplacement du tri postal à côté de la gare de Charleroi-Central. Le projet « Rive gauche » dans la Ville basse d'Engelstein-Robocle, dont le promoteur a déjà acheté de nombreux immeubles dans le quartier. S'ajoutent à ceux-ci quelques projets tels que celui sur le site des anciens établissements Delbrassine, situé entre la chaussée de Bruxelles et le Palais des Expositions et un projet autour de la place de la Digue. 
Finalement, seuls les projets d'« Equilis » et celui de « Rive gauche » restent en finale. C'est ce dernier qui a été avalisé par le conseil communal de Charleroi en 2008. 
Le groupe Foruminvest/City Mall, promoteur du projet sur le site du Palais des expositions a mené une action à l’encontre de la ville de Charleroi, s’estimant lésé par rapport au projet Rive Gauche. Sa demande a été rejetée par le tribunal des référés. 
Le projet est remis en question à plusieurs reprises par certains riverains du quartier, lesquels entament des actions en justice en vue d'empêcher l'expropriation et la destruction de certains bâtiments. Fin 2014, les promoteurs et la ville de Charleroi obtiennent finalement gain de cause, permettant l'expropriation des derniers occupants refusant de céder leur bien.
Les travaux débutent en 2013. Ils se sont terminés début 2017.

## Projet

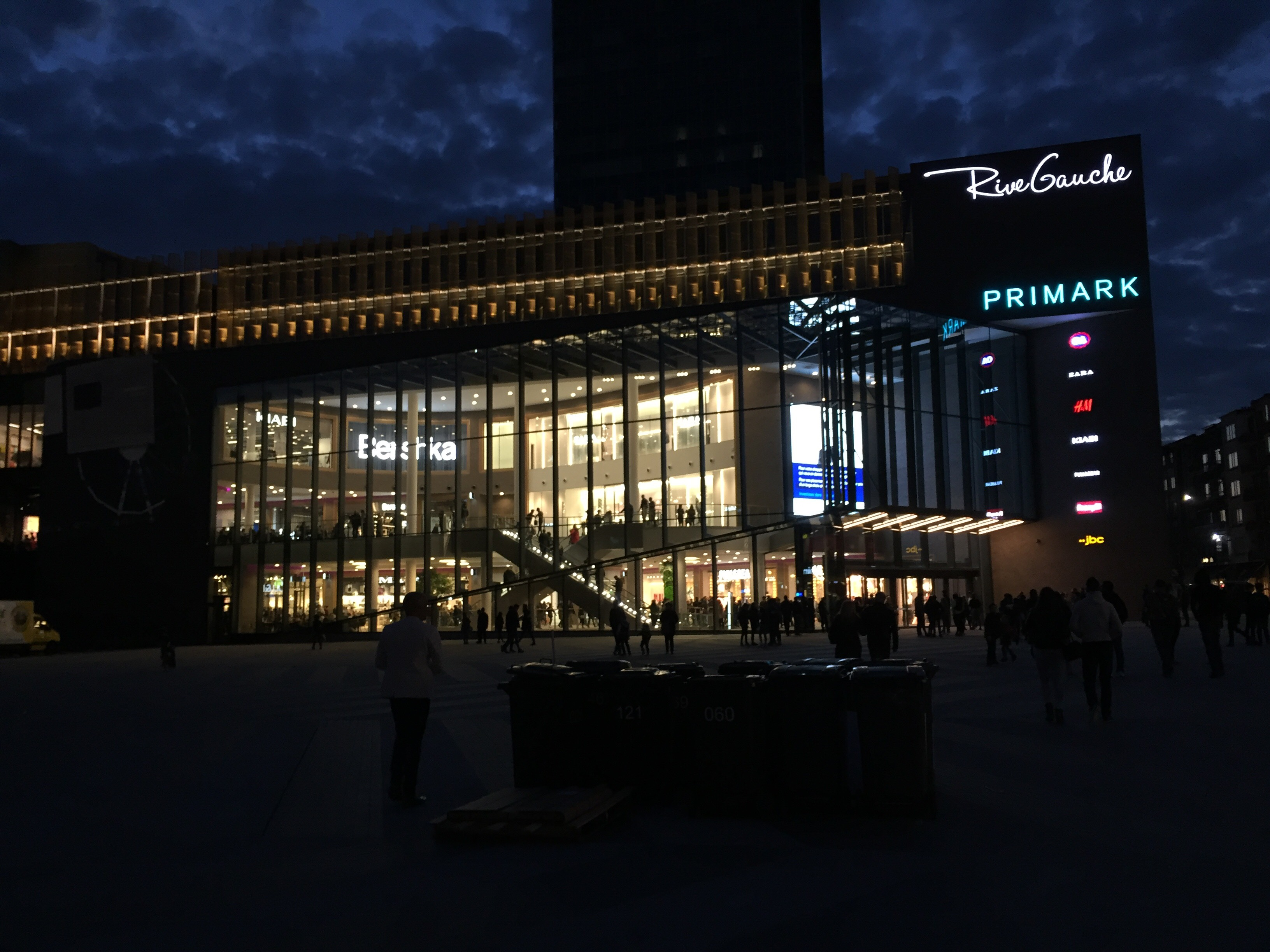
Le centre commercial de nuit en mars 2017

Le projet Rive Gauche consiste en la création d'un centre commercial en plein cœur de Charleroi. Celui-ci comprend également la construction d'un hôtel situé sur le toit du centre commercial et d'un parking souterrain de 1.000 places situées sous la Place Verte ; elle aussi aménagée lors de ce même projet. Cet objectif passe par le réaménagement de toute une partie de la Ville Basse de Charleroi, en ce y compris le lieu-dit du Triangle, la place Albert Ier, la rue Léopold et la place Émile Buisset. La surface commerciale des colonnades est supprimée en vue de créer un grand espace piétonnier au niveau de la place Albert Ier, directement relié au boulevard Joseph Tirou. 
Les autorités communales voient en ce projet, une occasion de redynamiser la Ville Basse. Il est considéré comme le point de départ d'une redynamisation complète du centre-ville.
Il est géré par la société Saint-Lambert Promotion.
La valeur du projet est estimée à environ 200 millions d'euros.
Le bureau d'architecture bruxellois DDS&Partners dirige la construction du complexe commercial.

## Réalisation
La destruction de l'îlot Buisset, situé à la Place Émile Buisset débute le 25 septembre 2013.
Le 10 février 2015, la destruction des colonnades, situées à la place Albert Ier débute.
La phase de démolition prend fin au mois d'avril 2015, au moment même où commence la phase de construction. Par jour, près de 240 poids-lourds accèdent au chantier.
La cérémonie de pose de la première pierre a lieu le 19 mai 2015, en présence de Charles Michel, Olivier Chastel et Paul Magnette,.

Démolition des anciens bâtiments
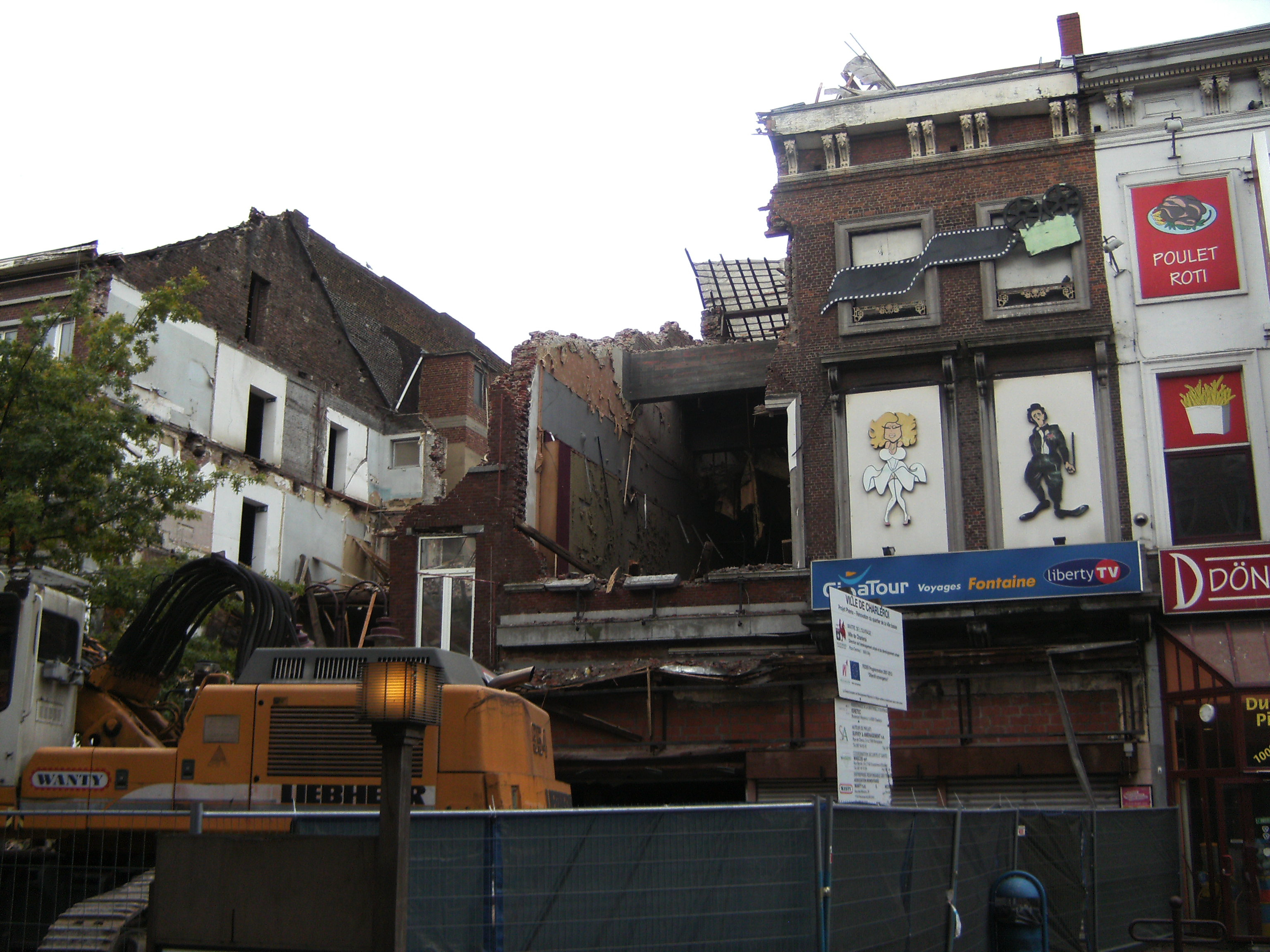
Démolition de bâtiments à la place Buisset dont le cinéma Paradiso (septembre 2013).
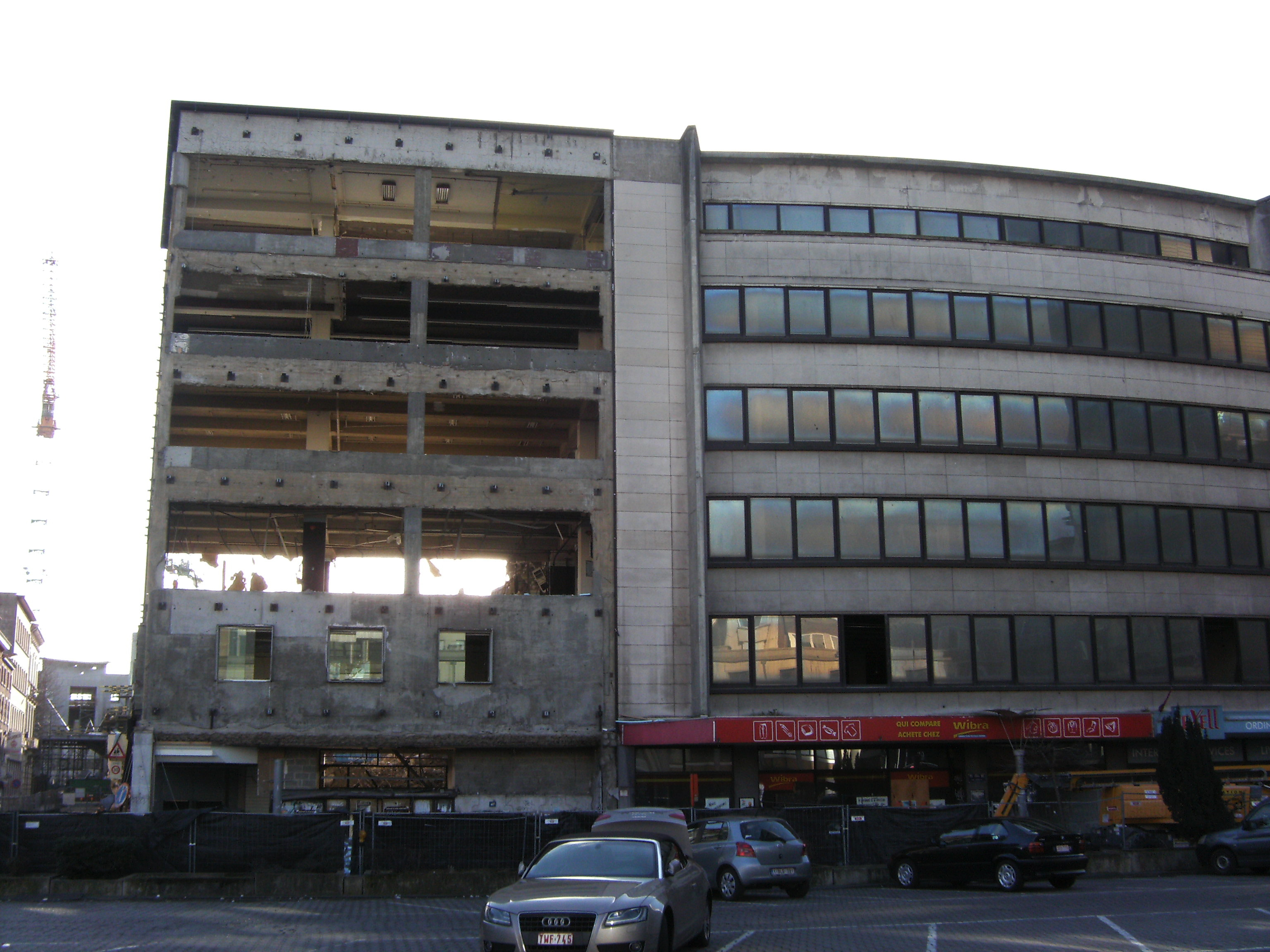
Démolition de l'ancien magasin Au Bon marché (février 2014).
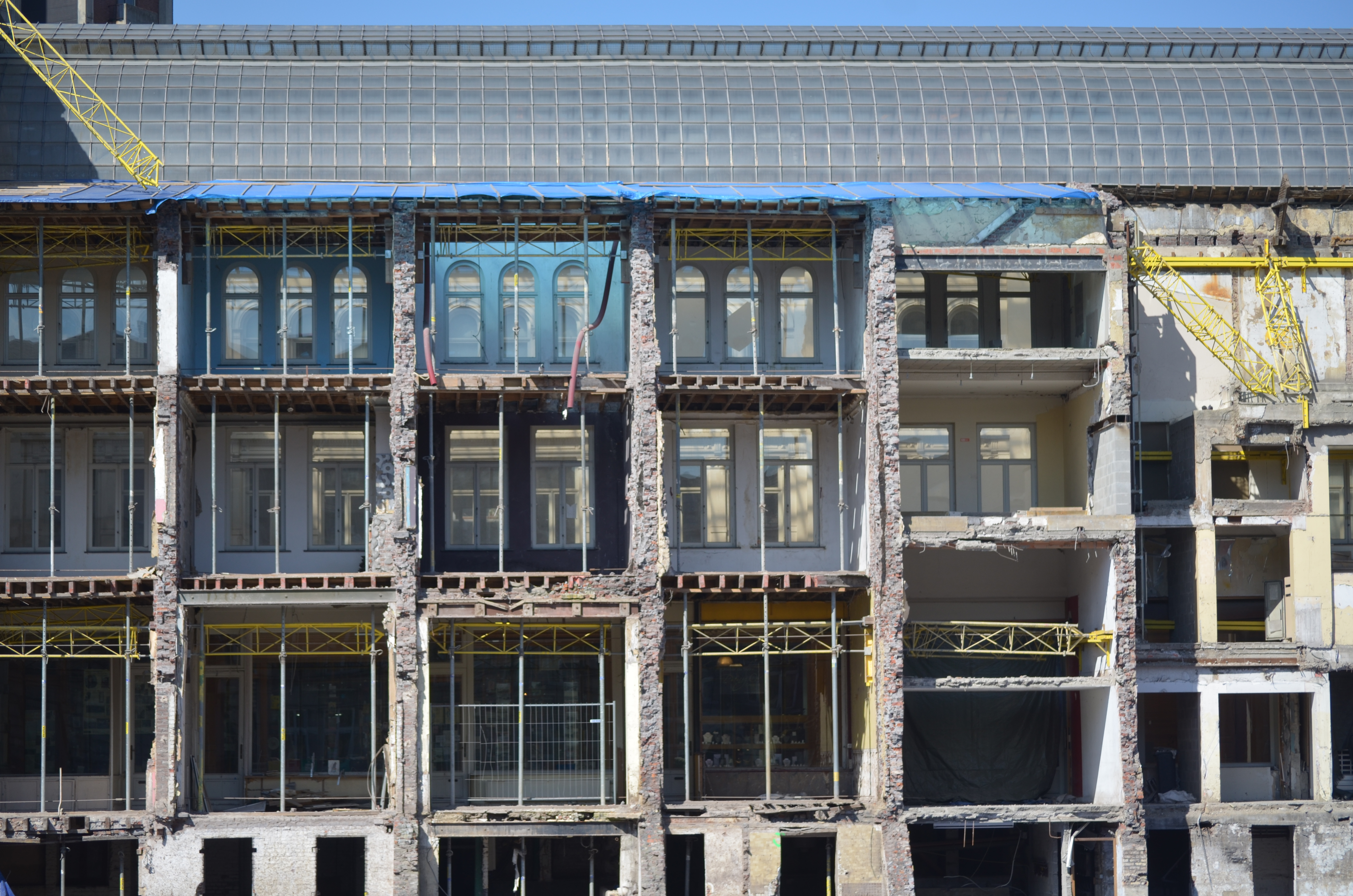
Passage de la Bourse vu depuis les travaux. Seules les façades classées côtés galerie sont conservées (avril 2015).
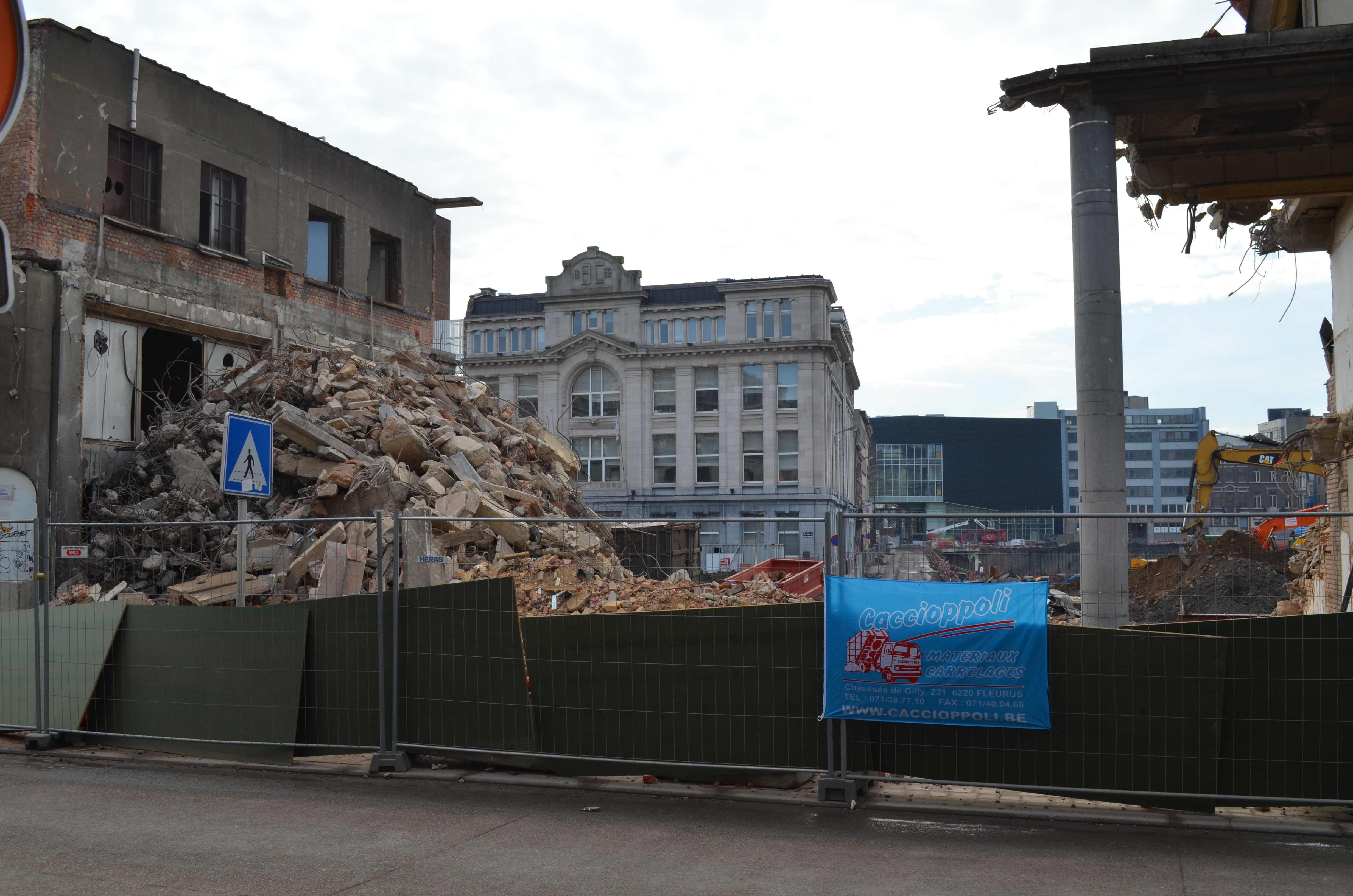
Démolition des Colonnades sur le boulevard Tirou (février 2015).

Construction du centre commercial
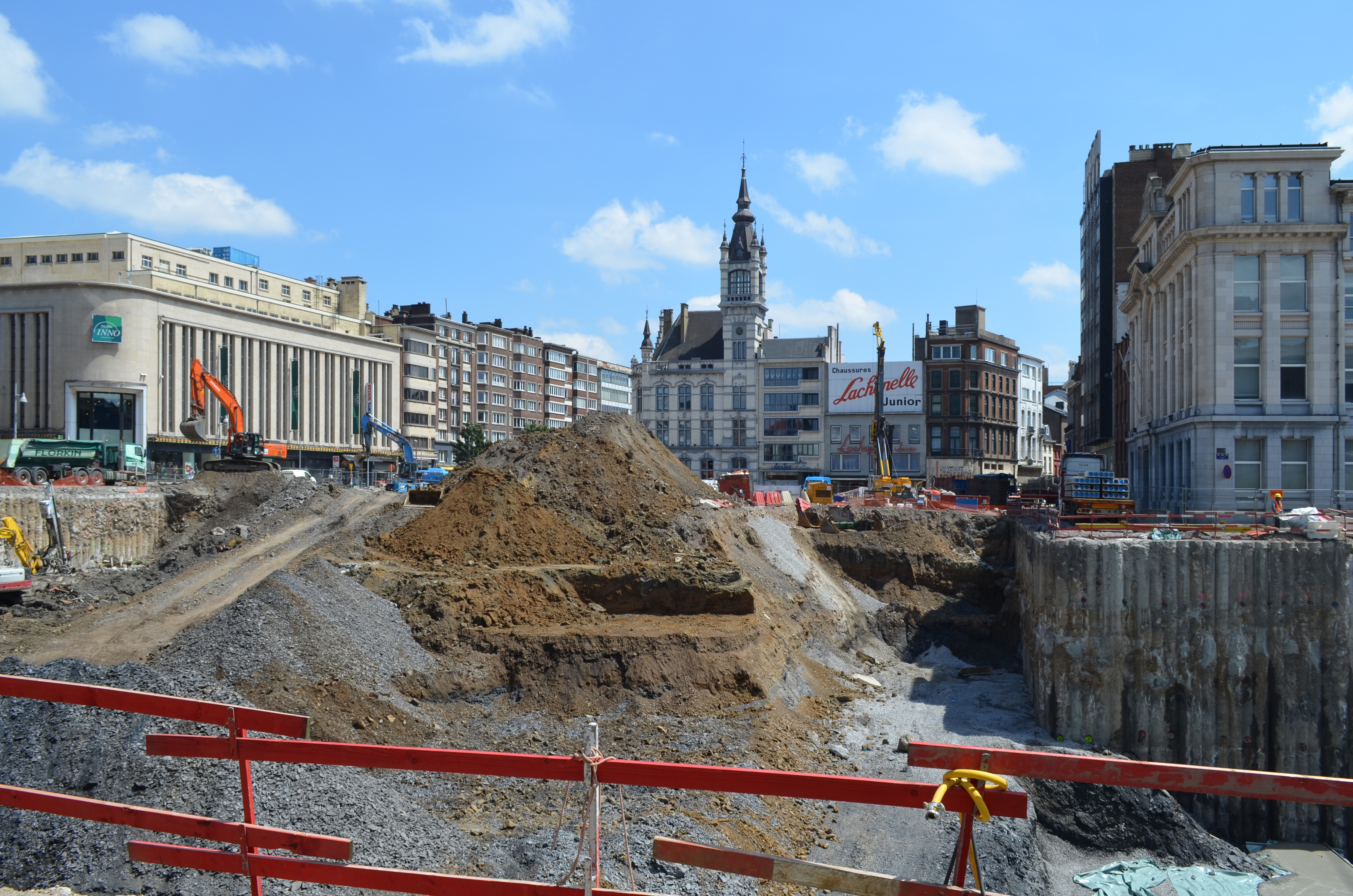
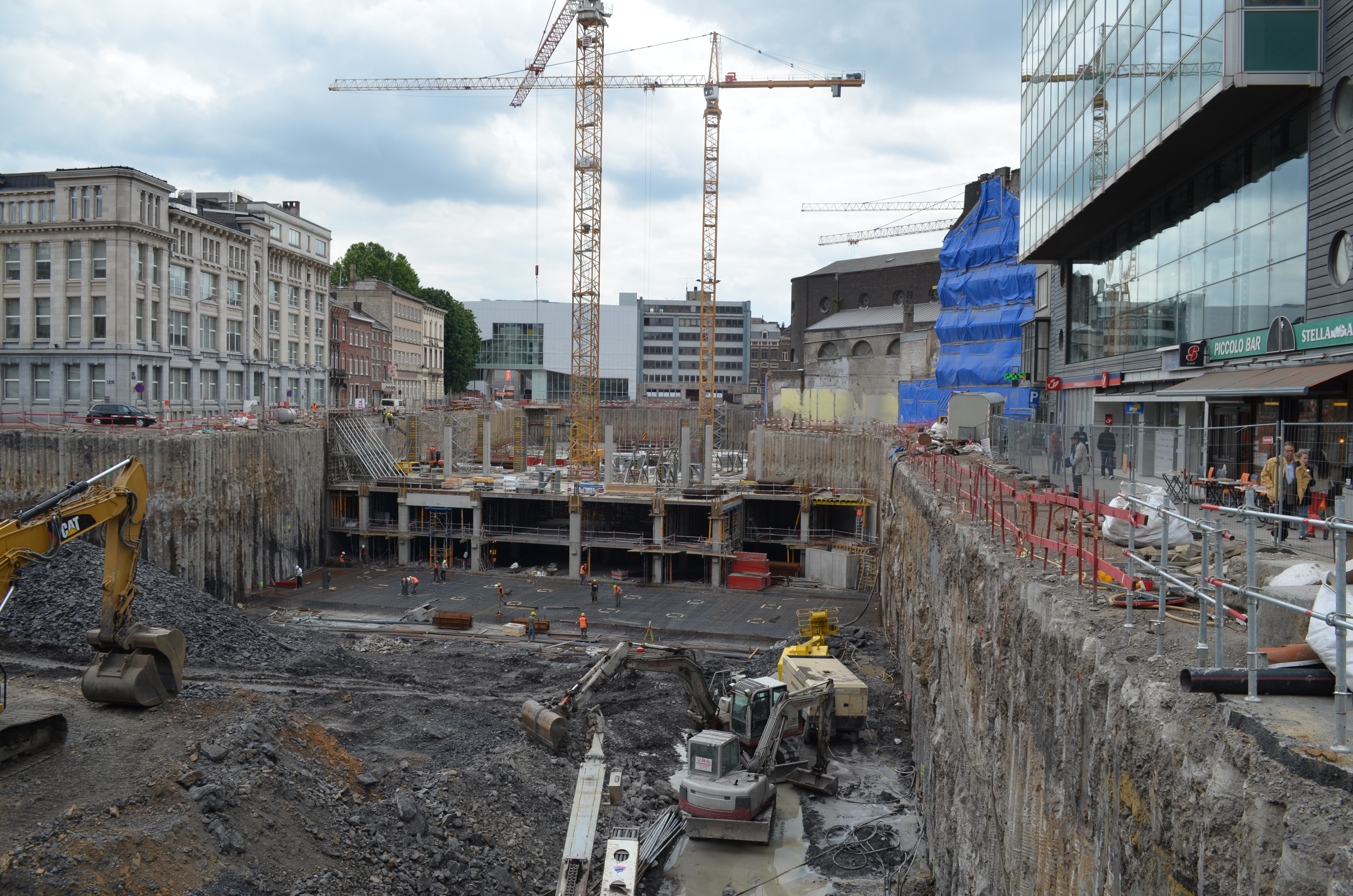
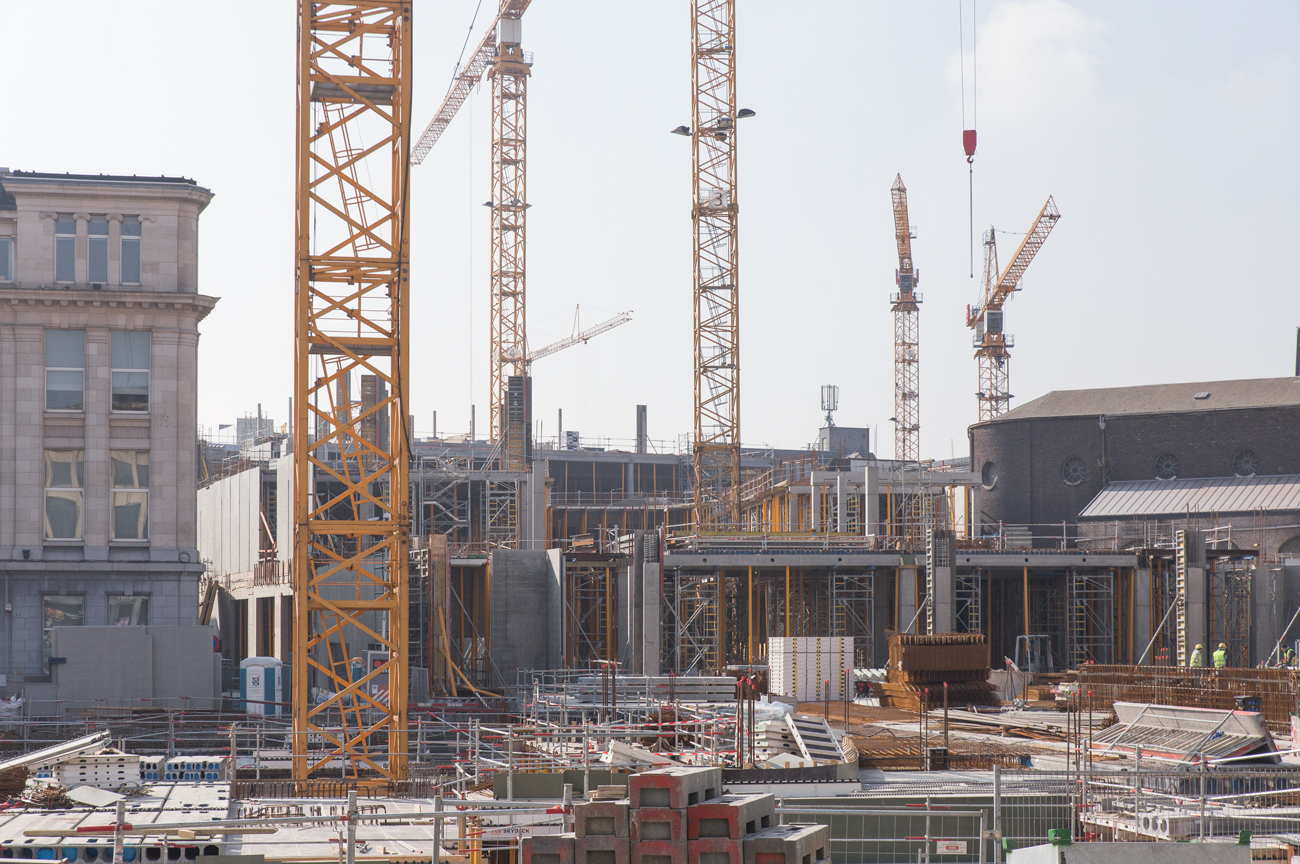
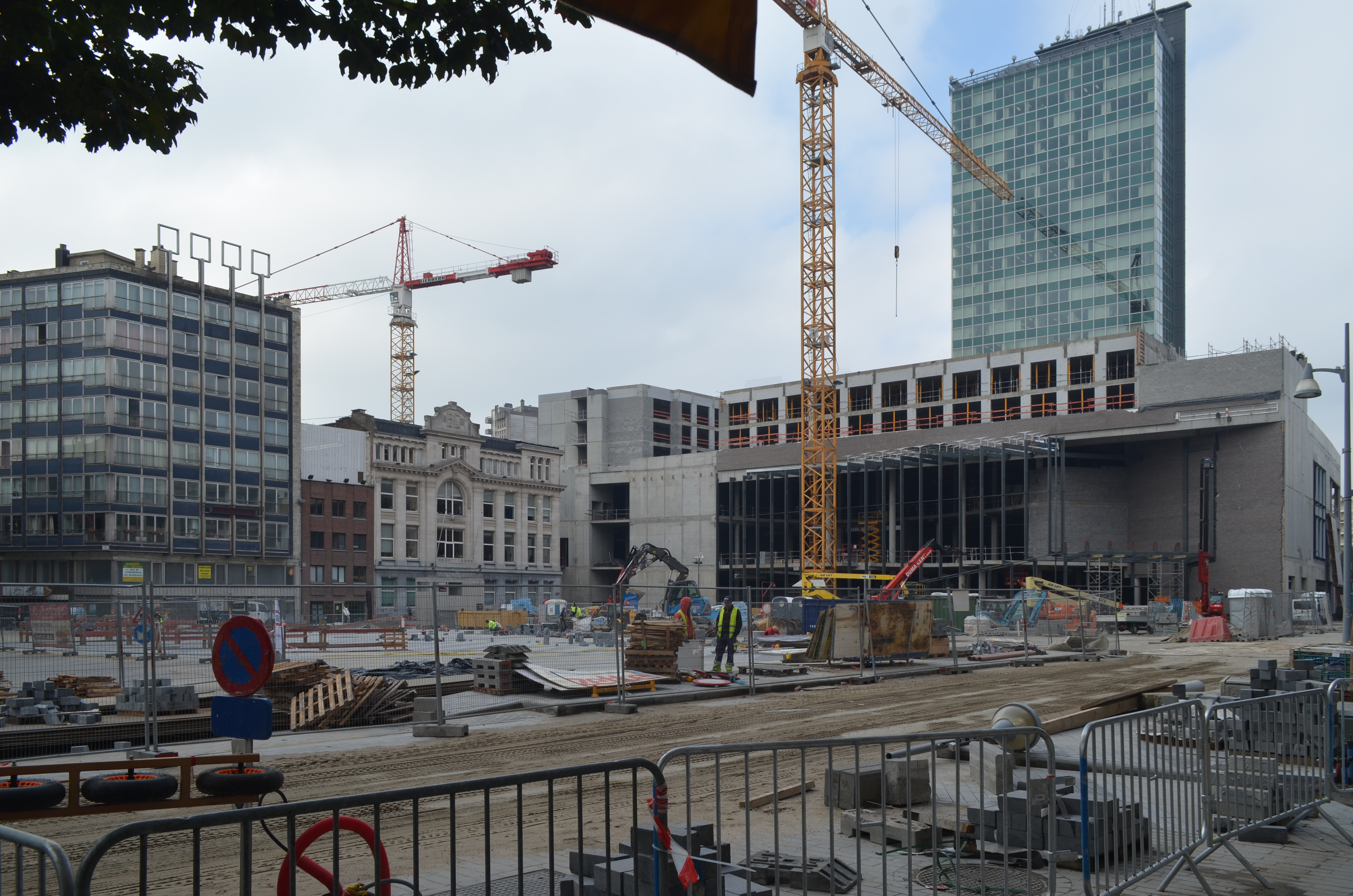

## Le centre commercial
Le centre commercial est ouvert et inauguré le 9 mars 2017 au matin, 60.000 visiteurs sont présents lors de cette première journée.

Intérieur du centre commercial
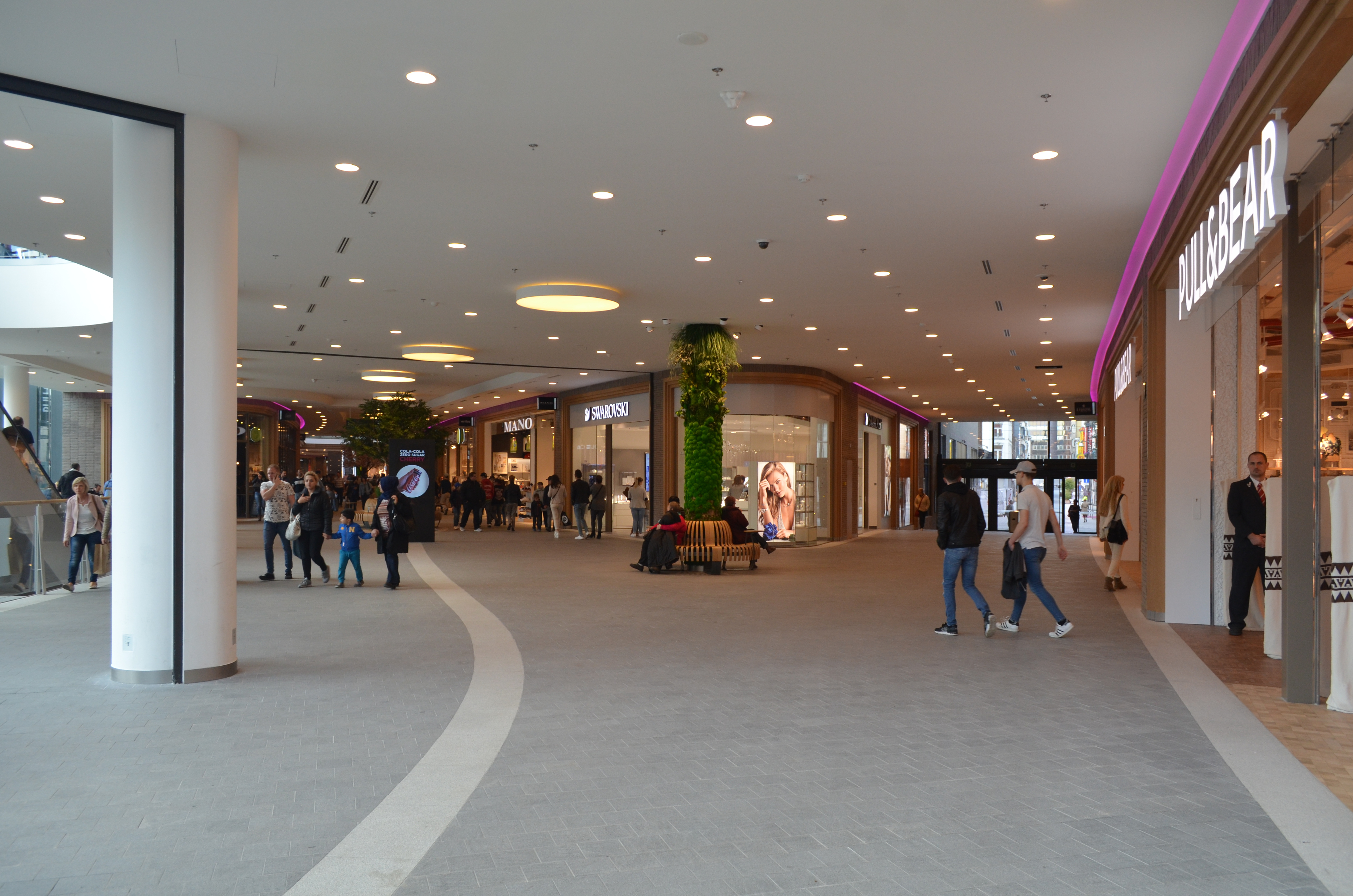
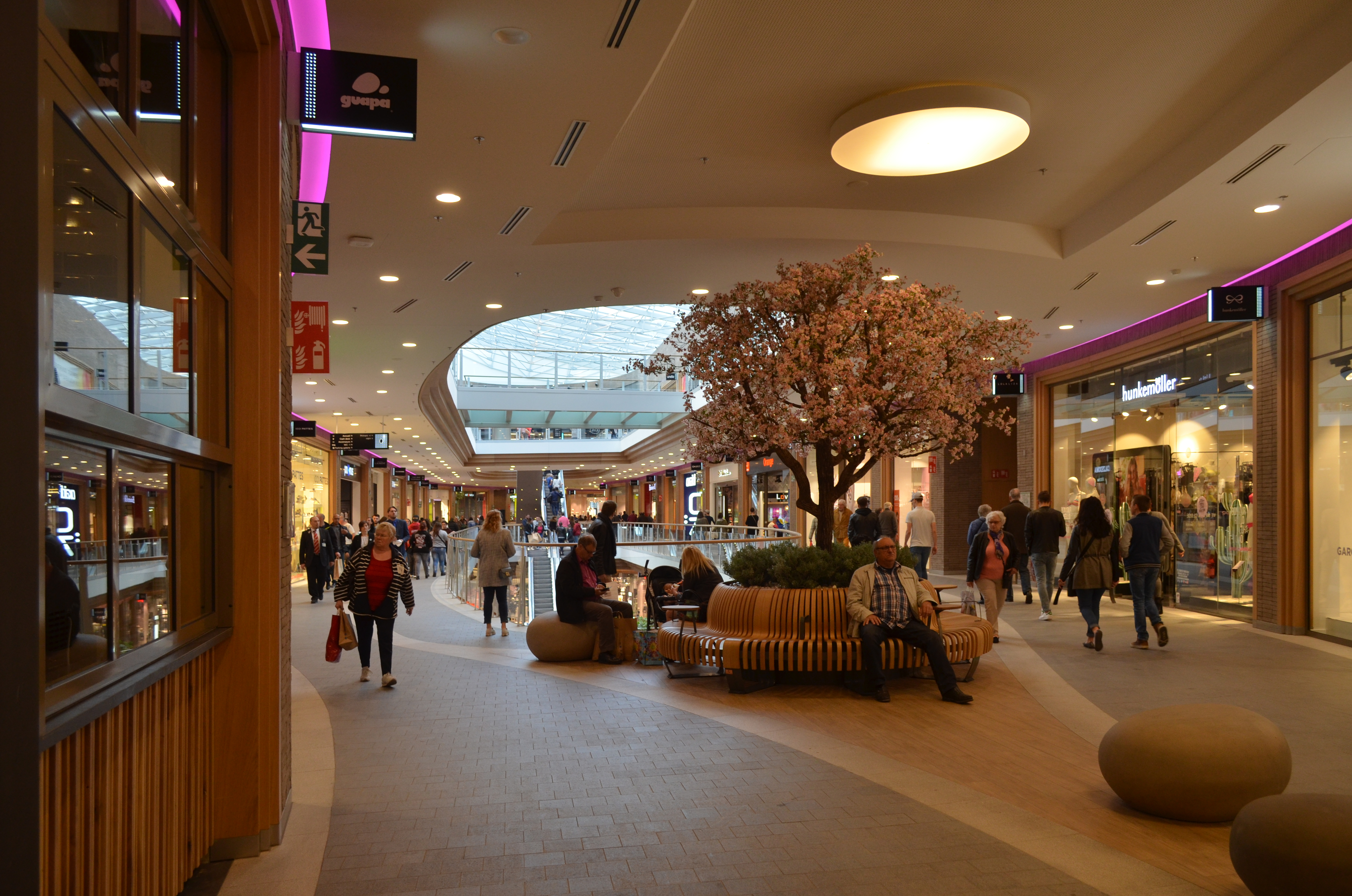
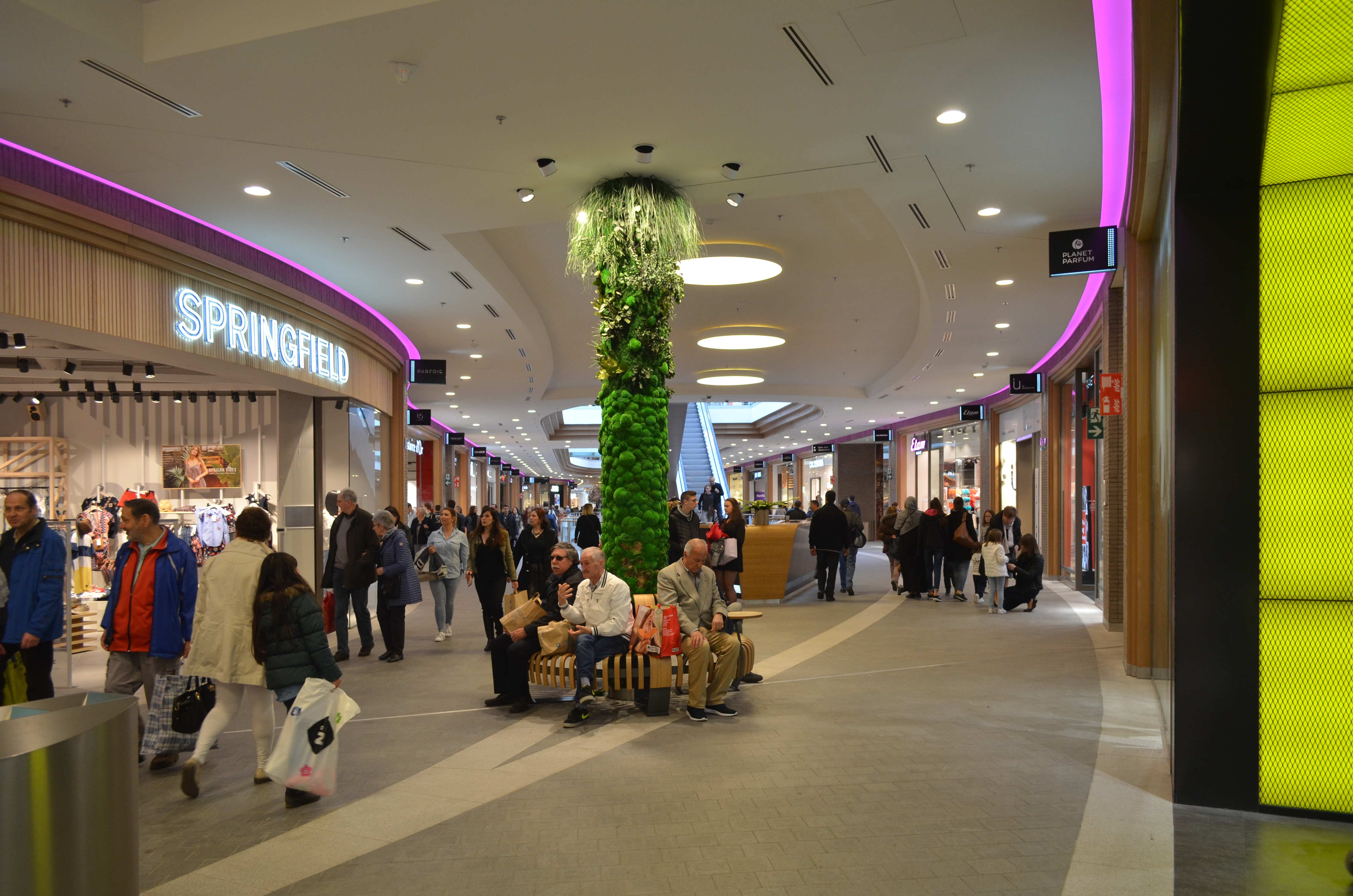
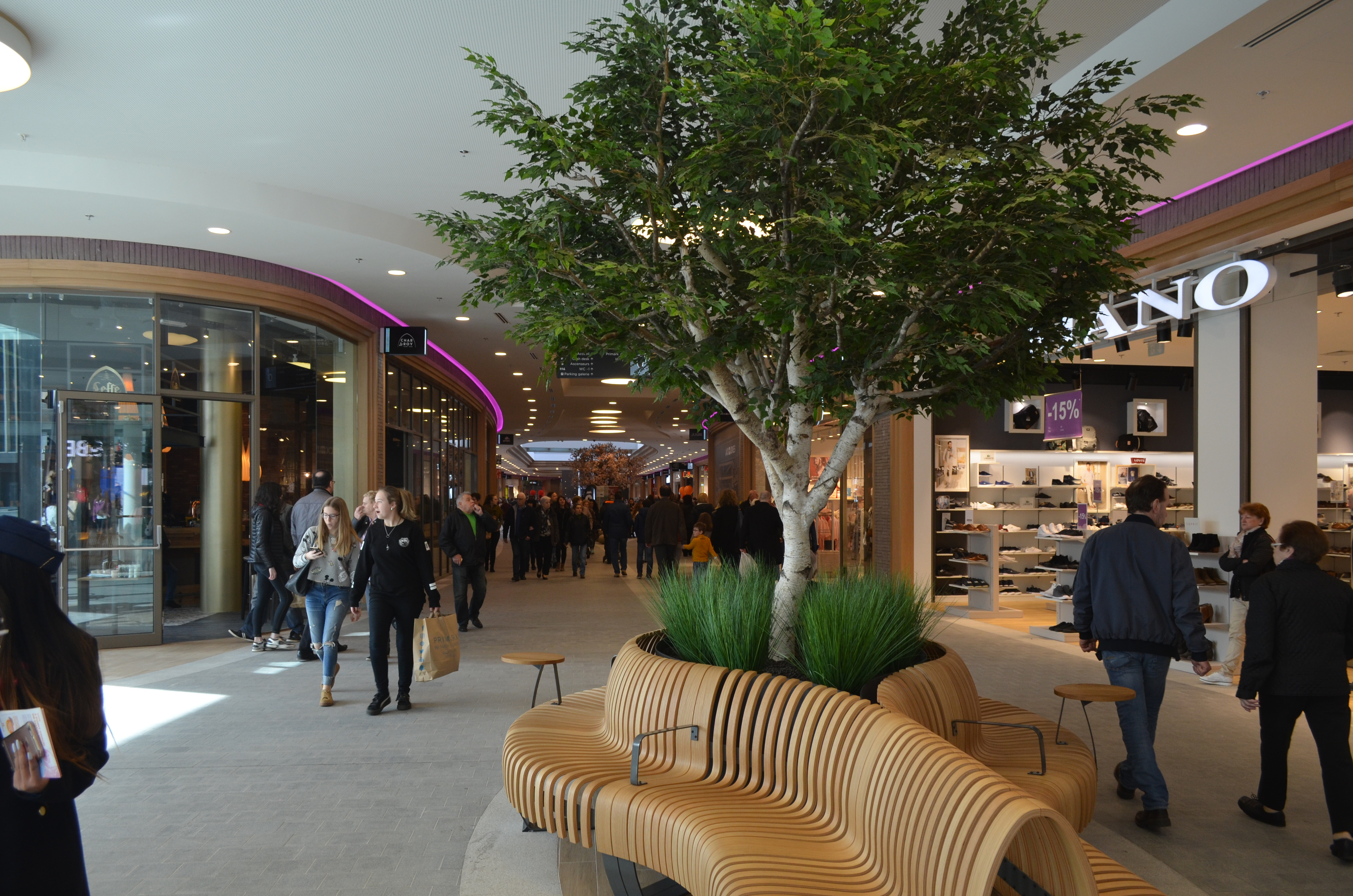
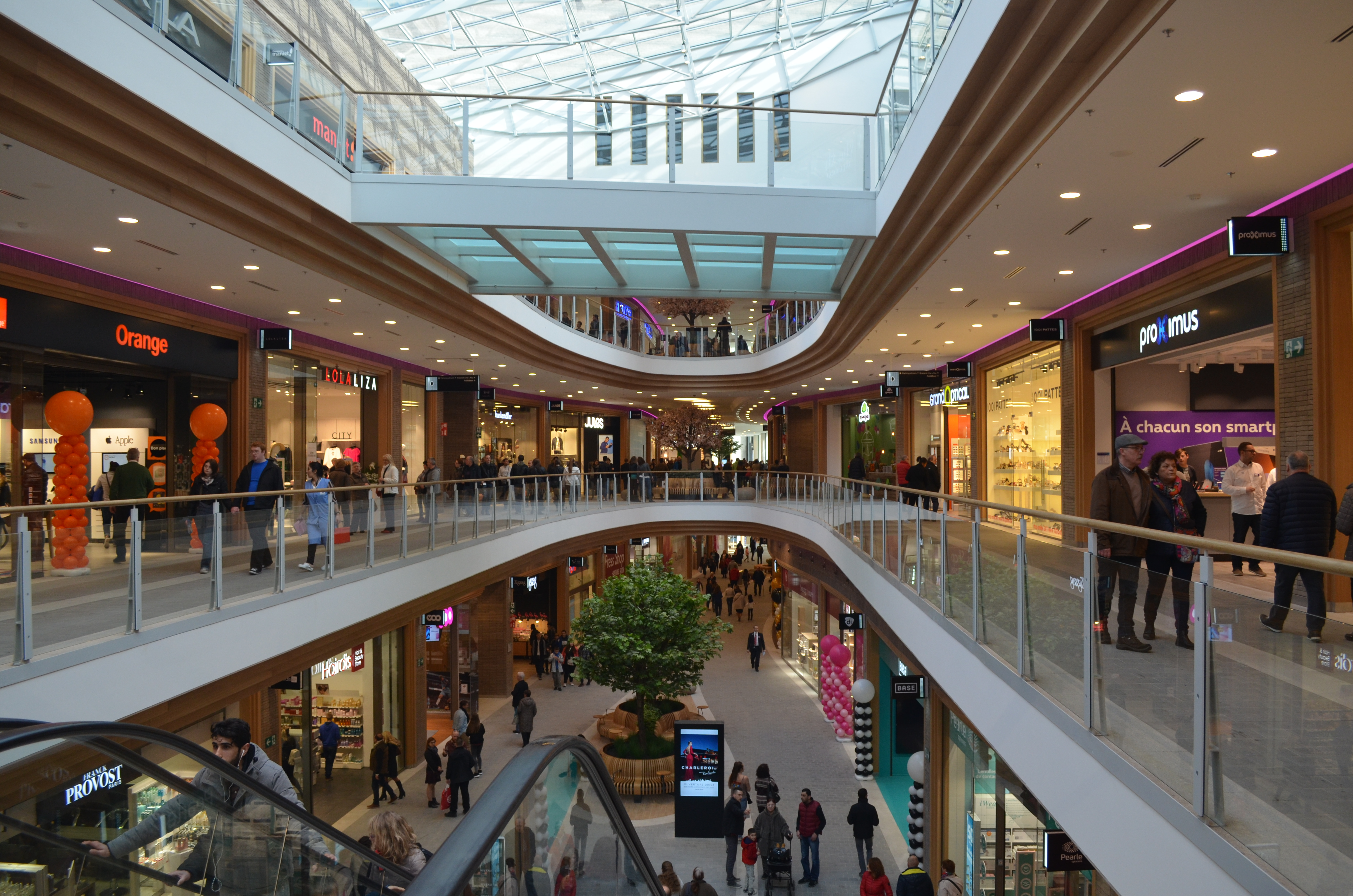